# Marie René-Bazin
Marie René-Bazin est une femme de lettres française.

## Œuvres
- Quelques-unes de mes sœurs - 1934

- Prix Juteau-Duvigneaux de l’Académie française
- Celles qui aident à la moisson. Soeurs coadjutrices des Auxiliatrices du Purgatoire - 1936
- Au carrefour des trois églises - 1938

- Prix Louis-Paul-Miller 1939 de l’Académie française
- Who are the Helpers of the Holy souls - 1948
- Celle qui vécut son nom : Marie de la Providence - 1948
- Qu'est-ce qu'une auxiliatrice des Ames du purgatoire ? - 1948
- Au carrefour des trois églises - 1949
- Le Seuil du Royaume - 1952

- Prix Montyon 1953 de l’Académie française
- Un témoin de l'invisible : Marie de la Providence - 1953